# Élections législatives de 1958 de La Saoura
Les élections législatives en Algérie française dans le département de la Saoura se sont déroulées le 30 novembre 1958. Elles avaient pour but d’élire le député représentant le département à l’Assemblée nationale pour un mandat de cinq années correspondant à la Première législature de la cinquième République française. Le 3 juillet 1962, le mandat des députés de l'Algérie française prend fin en raison de l'indépendance de l'Algérie.

## Élus
| Circonscription        | Député élu   | Parti | Parti          |
| ---------------------- | ------------ | ----- | -------------- |
| Circonscription unique | André Pigeot |       | Sans étiquette |

## Mode de scrutin
L'adoption d'un scrutin uninominal majoritaire à deux tours comme en France métropolitaine aurait pu avoir comme conséquence une surreprésentation d'européens par rapport aux musulmans, pour faire valoir les engagements de Charles de Gaulle d'une représentation au moins égale aux deux tiers des sièges réservés à l'Algérie un scrutin de liste majoritaire à un tour associé d'un numerus clausus de sièges attribués au statut civil de droit commun (européens) et de droit local (musulmans),.

## Résultats

### Résultats  par circonscription
| | André Pigeot élu   | Sans étiquette | 55 920 | 87,26  |  |  |  |
| | Jean Mozziconaci   | Sans étiquette | 4 418  | 6,89   |  |  |  |
| | Jean-Marie Braizat | Sans étiquette | 3 743  | 5,84   |  |  |  |
| | Georges Beuchard   | Sans étiquette | 0      | 0      |  |  |  |
| |                    |                |        |        |  |  |  |
| Inscrits | Inscrits           | Inscrits       | 77 290 | 100,00 |  |  |  |
| Abstentions | Abstentions        | Abstentions    | 12 208 | 15,8   |  |  |  |
| Votants | Votants            | Votants        | 65 082 | 84,2   |  |  |  |
| Blancs et nuls | Blancs et nuls     | Blancs et nuls | 1 001  | 1,54   |  |  |  |
| Exprimés | Exprimés           | Exprimés       | 64 081 | 98,46  |  |  |  |
| Source : France, Ministère de l'intérieur. Les Elections législatives . Métropole., la Documentation française, 1960 (lire en ligne) |                    |                |        |        |  |  |  |